# Dumbo (2019)
Dumbo (bra/prt: Dumbo) é um filme de aventura e fantasia estadunidense de 2019, dirigido por Tim Burton e escrito por Ehren Kruger, sendo o remake em live-action do longa-metragem animado Dumbo, de 1941, baseado no enredo escrito por Helen Aberson e ilustrado por Harold Pearl. Produzido pela Walt Disney Pictures e Tim Burton Productions e distribuído pela Walt Disney Studios Motion Pictures, é estrelado por Colin Farrell, Eva Green, Michael Keaton, Danny DeVito e Alan Arkin.
O título faz parte de um ambicioso projeto da Disney na produção de remakes em live-action de clássicos animados do estúdio após os êxitos de Alice in Wonderland (2010), Maleficent (2014), Cinderella (2015), The Jungle Book (2016) e Beauty and the Beast (2017). No mesmo ano, também ocorrerão as estreias das novas adaptações de Aladdin e The Lion King, além de Lady and the Tramp.
Dumbo foi lançado no Brasil e em Portugal no dia 28 de março de 2019. Estreou nos Estados Unidos em 29 de março de 2019.

## Elenco
- Colin Farrell como Holt Farrier
- Danny DeVito como Max Medici
- Eva Green como Colette Marchant
- Alan Arkin como J. Griffin Remington
- Michael Keaton como VA Vandevere
- Nico Parker como filha de Holt
- Finley Hobbins como filho de Holt
- DeObia Oparei como Rongo
- Joseph Gatt como Skellig
- Além disso, Roshan Seth , Sharon Rooney e Douglas Reith aparecem em papéis não revelados.

## Produção
No dia 8 de julho de 2014, foi anunciado que uma adaptação em Live-Action de Dumbo estava em desenvolvimento para a Walt Disney Pictures . Ehren Kruger foi confirmado como o roteirista, e Justin Springer servirá como produtor junto com Kruger. Em 10 de março de 2015, Tim Burton foi anunciado como diretor. Em 15 de julho de 2017, a Disney anunciou que Dumbo seria lançado em 29 de março de 2019.
Em janeiro de 2017, foi anunciado que Will Smith estava "em negociações" para ser o pai das crianças que desenvolveram uma amizade com o adorável elefante depois de vê-lo no circo. No entanto, Smith passou mais tarde o papel devido a "conflitos de agendamento", entre outros motivos. Chris Pine e Casey Affleck também receberam o papel, mas passaram sobre ele antes que Colin Farrell fosse lançado.
Em março de 2017, Eva Green e Danny DeVito se juntaram ao elenco. Em abril de 2017, Michael Keaton juntou-se ao elenco, completando os poucos papéis proeminentes da ação ao vivo em adultos. Tom Hanks estava supostamente em discussões sobre o papel antes de Keaton ter sido lançado. Durante o verão de 2017, DeObia Oparei , Joseph Gatt e Alan Arkin se juntaram ao filme.
A produção principal no Dumbo começou em julho de 2017, no Reino Unido .

## Recepção

### Bilheteria
Dumbo arrecadou $89,9 milhões nos Estados Unidos e no Canadá e $177 milhões em outros territórios, para um total mundial de $266,9 milhões contra um orçamento de $170 milhões.
Em outros territórios, o filme foi projetado para arrecadar entre $80-$90 milhões em 53 países no seu primeiro final de semana, para a estreia global foi projetado para $137-$155 milhões. Assim como seu total doméstico, o filme teve um desempenho ruim, arrecadando apenas $73,5 milhões para um total mundial de $119,5 milhões. Seus maiores mercados foram a China ($10,7 milhões), México ($7,2 milhões) e o Japão ($2,4 milhões).

### Críticas
No site Rotten Tomatoes  está com uma nota negativa de 56/100 ao filme dizendo que:"Dumbo é mantido em parte no alto pelo talento visual de Tim Burton, mas uma tela lotada e uma história sobrecarregada deixam esse remake de ação ao vivo mais elaborado do que maravilhoso". No Metacritic tem recepção mista da maioria dos críticos com uma avaliação de 51/100 e também nota mista do público (6,0).
O site brasileiro Observatório do Cinema deu uma crítica mista de 2,5/5 estrelas dizendo que "Adaptação live-action de Tim Burton impressiona pelo capricho técnico e traz um elefante voador adorável, mas perde muito de seu tempo estabelecendo dramas humanos desinteressantes". O site brasileiro Adoro Cinema deu 3/5 estrelas que apesar de significar "legal" chamou o filme de "sem magia" mas elogiou o talento visual de Tim Burton